# Antonio Casquete de Prado
Antonio Casquete de Prado (Segura de León, Badajoz, 24 de noviembre de 1932-Sevilla, 17 de junio de 2023), fue un pintor español  que en su obra ha abordado muy diversos temas y tendencias: retratos, bodegones, composiciones, animales y paisajes, abstracto, religiosa, etc., decantándose hace ya tiempo por el paisaje, y en especial el extremeño, donde recrea la esencialidad, ritmo, textura y color de esa tierra tan entrañable para él.

## Biografía
Inició sus estudios en las Escuelas Nacionales en octubre de 1937, pasando en 1942 a estudiar el Bachillerato, interno, en el Colegio de los Padres Escolapios de Sevilla. En 1950, comienza Filosofía y Letras en la Universidad de Sevilla, a la vez compagina dicha carrera con la pintura en el estudio del catedrático de la Escuela de Bellas Artes de Sevilla, Rafael Cantarero. En 1953, tras terminar los cursos comunes de la entonces carrera de Filosofía, decide abandonar ésta para dedicarse por entero a la Pintura. Este mismo año abandona también el estudio de Cantarero porque, según palabras del profesor, "ya le había enseñado lo suficiente para que él siguiera en solitario su camino artístico". A partir de entonces se dedica, con intensidad y autodisciplina férrea, tanto en su estudio de Segura de León, como en esporádicas estancias en Sevilla, a la práctica artística.

## Trayectoria[2]
1953 •	Expone por primera vez. Colectiva. "Nuevos valores de la Pintura Sevillana" en la Galería "Velázquez" de Sevilla.
•	Marzo. Colectiva de los pintores y escultores de la Residencia Universitaria Salesiana. Sevilla.
1955 •	Octubre. Exposición conjunta con Ana María Sagrera Capdevila (su mujer, fallecida en 2011), en la Real Sociedad Económica de Amigos del País de Badajoz.
1956 •	Abril. Exposición de pintores noveles en Fregenal de la Sierra (Badajoz) con motivo del cincuentenario de la coronación de la Virgen de los Remedios. Obtuvo el tercer premio.
•	Mayo. Exposición conjunta con Ana María Sagrera en la Sala Municipal de Arte de Córdoba.
•	Noviembre. Exposición conjunta con Ana María Sagrera en el Liceo de Mérida.
1957
•	Marzo. Exposición conjunta con Ana María Sagrera en la Casa de la Cultura de Badajoz.
•	Octubre. Exposición conjunta con Ana María Sagrera en la Sala de Exposiciones del Monte de Piedad de Jaén.
1958
•	Junio. Exposición Nacional de Pintores Extremeños en Badajoz.
1959
•	Febrero. Exposición conjunta con Ana María Sagrera en la Sala Artis de Salamanca.
•	Octubre. Exposición conjunta con Ana María Sagrera en la Sala Berriobeña de Madrid.
•	Este año fallece su padre y simultanea la Pintura con la empresa agropecuaria familiar.
1961
•	Marzo. Exposición conjunta con Ana María Sagrera en el Club la Rábida de Sevilla.
1962
•	Contrae matrimonio con Ana María Sagrera , estableciendo su residencia en Segura de León.
1963
•	Colectiva itinerante de Pintura en Herrera del Duque y Siruela, ampliada más tarde a varias ciudades, entre ellas Barcelona.
1965
•	Concurre en Cáceres a la II Bienal Extremeña de Pintura, de las Provincias y del Libro sobre Cáceres.
•	A partir de esta fecha abandona las exposiciones y se concentra, en solitario, a una labor de investigación técnica y búsqueda de su propio lenguaje.
1967
•	Diseña y dirige las obras del nuevo paseo de Segura de León, así como los trabajos de decoración de la Iglesia Parroquial.
1972
•	Exposición de Pintores del Museo de Badajoz en Fregenal de la Sierra (Badajoz). 
1973
•	Marcha a Sevilla con su familia, aunque sigue pasando largas temporadas en Segura de León (Badajoz).
•	Noviembre. Exposición individual en el Real Círculo de Labradores de Sevilla.
1976
•	Mayo. Exposición individual en la Sala Melchor de Sevilla.
1980
•	Exposición "Obra no vista". Colectiva en Galería Melchor de Sevilla.
1981
•	Enero. Individual en la Sala Melchor de Sevilla.
•	Julio. Exposición: "Pintores y Escultores Sevillanos en homenaje al XXXI Congreso Mundial de Juventudes Musicales", en los Salones de los Reales Alcázares de Sevilla.
1985
•	Mayo. Galería Álvaro de Sevilla. Colectiva "Doce Pintores".
1992
•	Febrero. Exposición homenaje a Álvaro. Colectiva "Cien Pintores con Álvaro"
•	Junio. Exposición individual en el Hotel Sol Macarena, así como en el Pabellón de Extremadura, con motivo de la Exposición Universal de Sevilla.
1994
•	Febrero. Colectiva "Homenaje a Álvaro Balbontín", en la Galería Álvaro de Sevilla. Obra en papel.
•	Agosto. Individual en el Castillo de Segura de León (Badajoz).
•	Diciembre. Exposición colectiva para la Asociación ANDEX. Sevilla
1995
•	Sevilla. Exposición colectiva homenaje a Álvaro Balbontín.
•	Agosto. Exposición Individual en los salones de la Casa de la Cultura de Fregenal de la Sierra (Badajoz).
1996
•	Marzo. Exposición individual en la Galería Álvaro de Sevilla.
•	Mayo. Exposición conmemorativa del CCL Aniversario del nacimiento de Goya. Colectiva académicos de la Real Academia de Bellas Artes de Sevilla. Real Alcázar de Sevilla.
1997
•	Septiembre. Exposición-Subasta Colectiva “Memorial de la Esperanza”, en el Club Antares de Sevilla, para la lucha contra el SIDA.
•	Noviembre-Diciembre. Individual en el Claustro de la Catedral de Badajoz.
1998
•	Colectiva “Memorial Álvaro”. Galería Álvaro. Sevilla.
2001
•	Junio. Exposición individual de aguadas en Fuente de Cantos con motivo del 1º Congreso de “La memoria colectiva de Tentudía”.
2003
•	Donación de 20 cuadros a Segura de León para su exposición permanente en el castillo.
2011
•	Donación a la iglesia parroquial de Segura de León de un cuadro de Santiago Apóstol.
2013
•	Exposición individual de óleos "Libertad en la pintura" en la Real Academia de Bellas Artes de Sevilla.
2014
•	Exposición individual "Imposible. No se puede pintar la grandeza de la capea" en el Museo y Centro de Estudios de la Capea Eduardo Casquete, de Segura de León.
2022
•	Exposición individual de óleos en la Real Academia de Bellas Artes de Sevilla.

## Obras gráfica[3]
•	Portada para la Revista “Homenaje de Segura de León a Diego Casquete”. Noviembre, 1982.
•	Carteles para las Fiestas del Cristo de la Reja de Segura de León en los años 1980, 1986, 1992 y 1995, así como abundantes portadas para la revista de dichas fiestas.
•	Portada del libro “Los ojos de Platero”, de Astor Brime. 1986.
•	Ilustraciones y portada para el libro "Segura de León. Monumentos e Historia" de Andrés Oyola Fabián, editado en abril de 1993.
•	Portada del libro "Devoción y fiestas del Cristo de la Reja de Segura de León: De los franciscanos a las capeas", del Dr. D. Andrés Oyola Fabián. En el mismo se incluyen reproducciones de los carteles realizados para las fiestas del Cristo de la Reja de Segura de León.
•
Portada de la Revista “Saber popular”, número 10. 1997.
•	Portada del libro facsímil de la edición completa de las revistas de fiestas de Segura de León. 1998. 
•	Portada del libro "Calles y plazas de Segura de León. Historia en roca viva", del Dr. D. Andrés Oyola Fabián. 2012.

## Obras expuestas
•	Museo Provincial de Bellas Artes de Badajoz.
•	Pinacoteca de la Real de Bellas Artes de Sevilla.
•	Pinacoteca Cortines Pacheco de Lebrija, Sevilla.
•	Exposición permanente en el castillo de Segura de León 
•	Instituto de la Grasa de Sevilla.
•	Banco de Andalucía de Sevilla.
•	Sevillana de Electricidad de Sevilla.
•	Ayuntamiento de Fregenal de la Sierra. Badajoz.
•	Ayuntamiento de Segura de León. Badajoz.
•	Museo parroquial de Fuente de Cantos, Badajoz.

## Distinciones
- 1986. Nombramiento como Académico Correspondiente de la Real Academia de Bellas Artes de Santa Isabel de Hungría de Sevilla.
- 1996. Nombramiento como Académico Correspondiente de la Real Academia de Extremadura de las Letras y las Artes.
- 1997. Agosto. Imposición del Escudo de Oro de Segura de León.